# علي بن يحيى الأرمني
علي بن يحيى الأرمني قائد عسكري مسلم شهير في القرن التاسع الميلادي. حارب ضد الإمبراطورية البيزنطية، شغل منصب والي طرسوس من (852 - 862) ميلادي.